# Florian König
Florian König (ur. 14 września 1967 w Tybindze) – niemiecki dziennikarz sportowy, prezenter telewizyjny.

## Życiorys
Florian König po ukończeniu szkoły średniej studiował sport oraz dziennikarstwo, jednak żadnego z tych kierunków nie ukończył. Następnie pracował jako freelancer w SDR, a w 1991 roku zgłosił do programu sportowego stacji ARD pt. Sportschau, poświęconego piłkarskiej Bundeslidze. Potem relacjonował m.in. letnie igrzyska olimpijskie 1992 w Barcelonie oraz mistrzostwa świata w lekkoatletyce 1993 w Stuttgarcie.
W sierpniu 1994 roku przeszedł do stacji RTL, w której często wraz z Nikim Laudą zapowiadał wyścigi Formuły 1. W 1997 roku zaczął także relacjonować walki bokserskie, a następnie skoki narciarskie podczas m.in.: Turnieju Czterech Skoczni, często zastępując Günthera Jaucha. W 2006 roku zapowiadał również piłkarskie mistrzostwa świata 2006 w Niemczech. W okresie od listopada 2007 roku do września 2013 roku wraz z Heiko Waßerem prowadził w stacji VOX arenę kulinarną.
Od 7 września 2014 roku wraz Jensem Lehmannem, Uli Hoeneßem oraz Lotharem Matthäusem zapowiada mecze piłkarskiej reprezentacji Niemiec w ramach eliminacji mistrzostw Europy.
Od 8 sierpnia 2021 roku prowadzi program na stacji Sport1 pt. Doppelpass.

## Ciekawostki
- W latach 2003–2005 był komentatorem gier komputerowych: w EA Sports z serii FIFA oraz w FIFA Manager.
- W 2011 roku objął patronat nad Ronald McDonald House w Tybindze[2].
- Jest zdeklarowanym kibicem VfB Stuttgart[3].

## Nagrody
- Order Augusta Trewirskiej Grupy Roboczej Karnawału (ATK)[4]

## Życie prywatne
Florian König jest żonaty od 1997 roku, ma dwóch synów.